# دیوانه تفنگ
دیوانه تفنگ (به انگلیسی: Gun Crazy) فیلمی ۸۶ دقیقه‌ای به کارگردانی جوزف اچ. لوئیس محصول کشور ایالات متحده آمریکا است.